# Tamopsis daviesae
Tamopsis daviesae là một loài nhện trong họ Hersiliidae. T. daviesae được miêu tả năm 1987 bởi Martin Baehr & Barbara Baehr.